# État fédéré turc de Chypre
1975–1983
Entités précédentes :
- Administration autonome turque de Chypre

Entités suivantes :
- République turque de Chypre du Nord

L'État fédéré turc de Chypre (en turc : Kıbrıs Türk Federe Devleti) est la dénomination entre 1975 et 1983 de la partie nord de l'île de Chypre, conjointement administrée par la communauté chypriote turque et la Turquie depuis l'occupation de ce territoire par l'armée turque le 20 juillet 1974 et la partition de l'île.

## Proclamation
Le secrétaire général de l'ONU s'est rendu à Chypre les 25 et 26 décembre 1974, exigeant que des négociations bilatérales soient lancées entre les communautés chypriotes turque et grecque. Après l'Administration provisoire turque de Chypre créée le 28 décembre 1967, puis l'Administration autonome turque de Chypre déclarée le 1er octobre 1974, une nouvelle étape est franchie le 13 février 1975 par la proclamation de l'« État fédéré turc de Chypre », annoncée par le président de l'Administration Rauf Denktaş.

## Établissement de la république turque de Chypre du Nord
En 1975 l'« État fédéré turc de Chypre » fut déclaré comme une première étape vers un État chypriote turc fédéré à la république de Chypre. Au bout de huit années de négociations avec cette dernière, infructueuses en raison du préalable posé par Nicosie de laisser revenir tous les Chypriotes grecs chassés du Nord et d'en retirer l'armée de la Turquie, le Nord proclama son indépendance le 15 novembre 1983 par la voix de Rauf Raif Denktaş, sous le nom de « république turque de Chypre du Nord » (RTCN), reconnue par la Turquie mais non par la république de Chypre, ni par l'ONU et la communauté internationale. Ce nouvel État non reconnu, qui succède à l'« État fédéré turc de Chypre », n'est alors plus considéré par la Turquie comme une entité chypriote autonome, mais comme une république pleinement indépendante.

## Économie
En 1978, les importations de l'État fédéré turc de Chypre représentaient 2 067 457 000 livres turques (TRL), tandis que ses exportations s'élevaient à 758 453 000 TRL. En 1980, les importations valaient 7 086 008 000 TRL et les exportations 3 345 262 000 TRL.